# Nelson Taylor
Nelson Taylor (ur. 8 czerwca 1821 w South Norwalk w Connecticut, zm. 16 stycznia 1894 w South Norwalk w Connecticut) – amerykański polityk, członek Partii Demokratycznej.

## Działalność polityczna
Od 1850 do 1856 zasiadał w California State Senate. W okresie od 4 marca 1865 do 3 marca 1867 przez jedną kadencję był przedstawicielem 5. okręgu wyborczego w stanie Nowy Jork w Izbie Reprezentantów Stanów Zjednoczonych.